# Carmenta tecta
Carmenta tecta (tên tiếng Anh: Mistletoe Stem Borer) là một loài bướm đêm thuộc họ Sesiidae. Nó được miêu tả bởi H. Edwards năm 1882. Nó được tìm thấy ở Bắc Mỹ, bao gồm Arizona.
Larvae are known from live cây sồi groves with colonies của Phoradendron orbiculatum, onm which the larvae feed.